# 1961 en rugby à XV
Cette page présente les faits marquants de l'année 1961 en rugby à XV : les principales compétitions et évènements liés au rugby à XV et rugby à sept ainsi que les naissances et décès de grandes personnalités de ce sport.

## Événements

### Janvier
- L'équipe d'Afrique du Sud remporte les deux dernières rencontres d'un Grand Chelem (quatre victoires en quatre matchs) lors de sa tournée en Grande-Bretagne et en Irlande en 1960-1961.
  - 7 janvier : victoire 5-0 contre l'équipe d'Angleterre à Londres
  - 21 janvier : victoire 12-5 contre  l'équipe d'Écosse à Édimbourg

### Avril
- Le Tournoi des Cinq Nations 1961 voit la victoire de la France  avec trois victoires pour un match nul concédé à Londres sur un score de (5-5). La France vient de remporter le troisième tournoi d'affilée et elle n'a jamais été à pareille fête.
  - Article détaillé : Tournoi des Cinq Nations 1961

### Récapitulatifs des principaux vainqueurs de compétitions 1960-1961
- 28 mai : l'AS Béziers devient champion de France en battant en finale, au Stade Gerland de Lyon, l'US Dax sur le score de 6-3[1].